# Papírenství

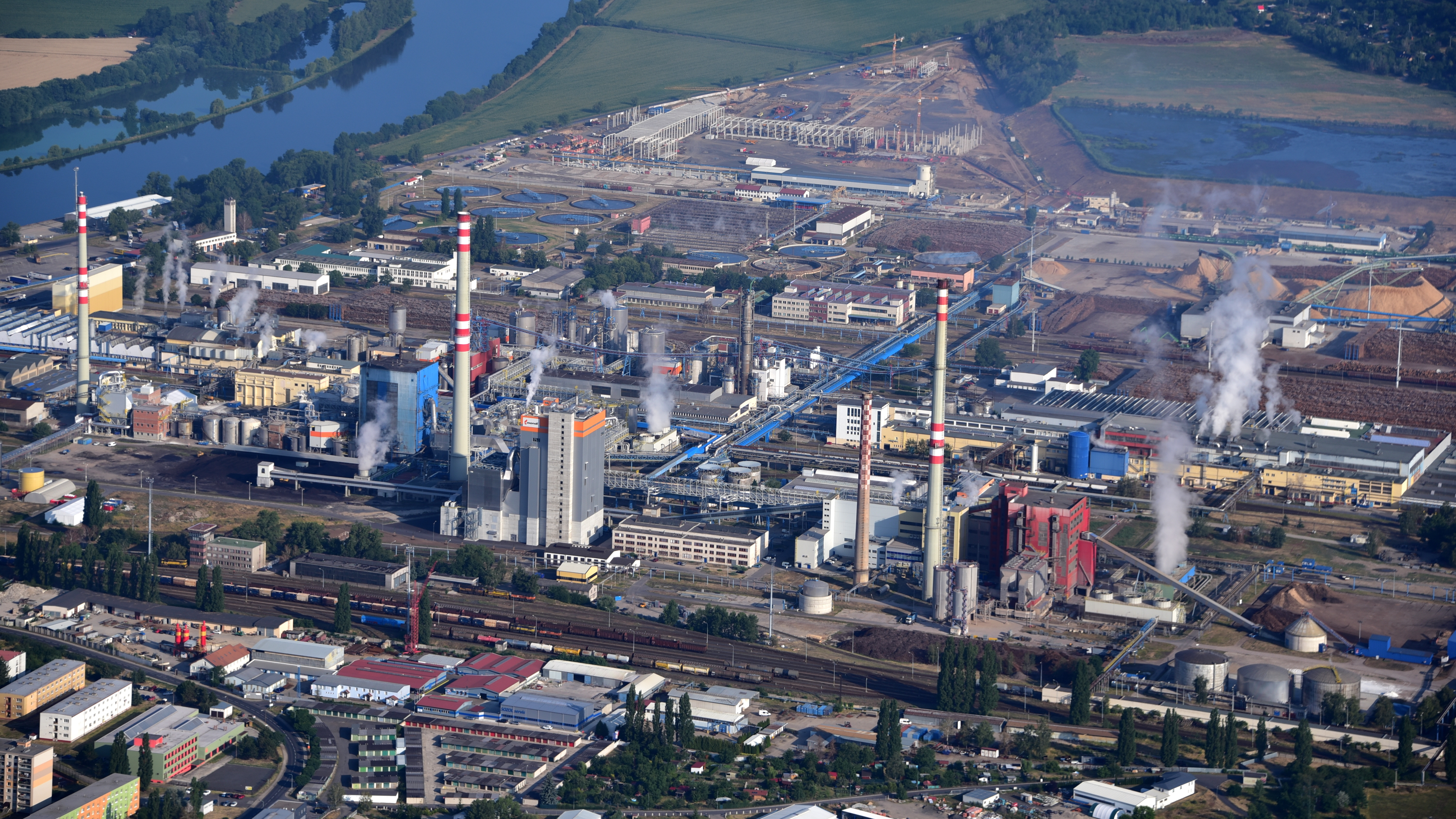
Papírny Štětí, největší papírenský závod v Česku

Papírenství či papírenský průmysl je průmyslové odvětví zaměřené na zpracování buničiny, výrobu papíru a výrobků z něho.

## Výroba
Celosvětová produkce papíru takřka nepřetržitě stoupala do roku 2007. Od té doby spíše stagnuje. V roce 2019 bylo celosvětově vyrobeno téměř 415 milionů tun papíru, kartonu a lepenky. Největším světovým výrobcem papíru je Čína. Na druhém místě jsou Spojené státy americké.[zdroj?]
Největší producenti v roce 2019:
- Čína (108,7 milionů tun)
- USA (69,1 mil. t)
- Japonsko (25,4 mil. t)
- Německo (22,1 mil. t)

Většina největších společností vyrábějících papír je globálními firmami. Odhaduje se, že 20 největších producentů se na celosvětové produkci papíru kartonů a lepenky podílí 40 procenty.[zdroj?]
Deset největších výrobců papíru (podle produkce v roce 2016):
1. Nine Dragons Paper Holdings Limited
2. International Paper
3. Oji Paper
4. UPM
5. Nippon Paper
6. Smurfit Kappa Group
7. Sappi
8. Stora Enso
9. Resolute Forest Products
10. SCA

## Historie
Komerční výsadba domestikovaných morušovníků za účelem výroby buničiny pro výrobu papíru je doložena již v 6. století.[zdroj?] První mechanizovaný papírenský stroj byl instalován v papírně Frogmore Paper Mill v anglické obci Apsley v roce 1803.[zdroj?] V 19. století výrobu papíru zefektivnil tzv. kraft proces.

## Kritika
Papírenský průmysl byl v západních zemích často kritizován ekologickými hnutím za odlesňování, spotřebu vody a odpad způsobující vysokou chemickou spotřebu kyslíku ve vodách.[zdroj?]

## Papírenský průmysl v Česku
Papírenské firmy v Česku sdružuje Asociace českého papírenského průmyslu, jejími členy je 16 papírenských společností. Český papírenský průmysl se ve velké míře specializuje na výrobu balicích a obalových druhů papíru. Největší výrobce buničiny z dřevěných štěpek je firma Mondi Štětí, které je součástí mezinárodní skupiny Mondi.